# Pirog (farkost)

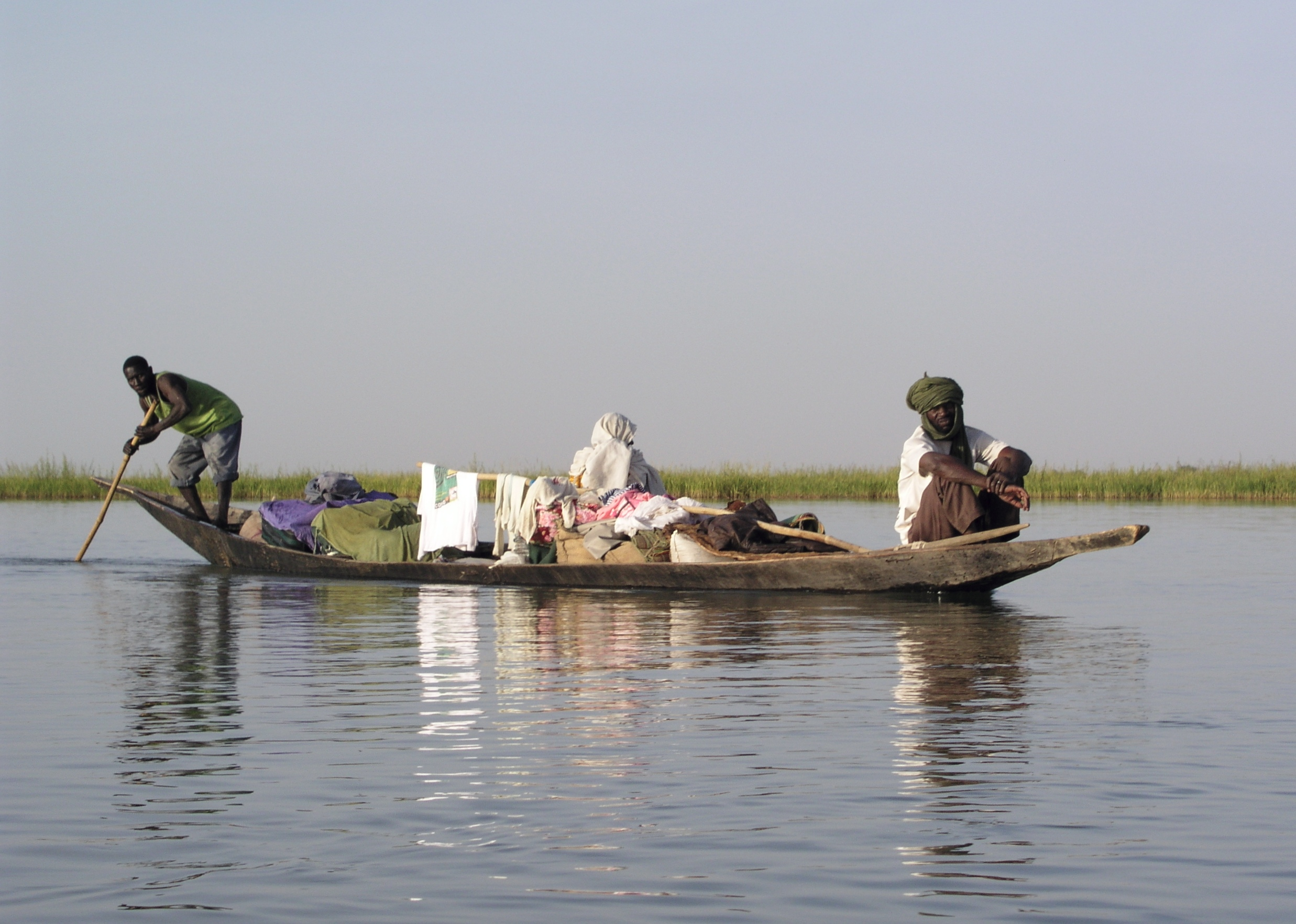
Pirog på floden Niger i Mali

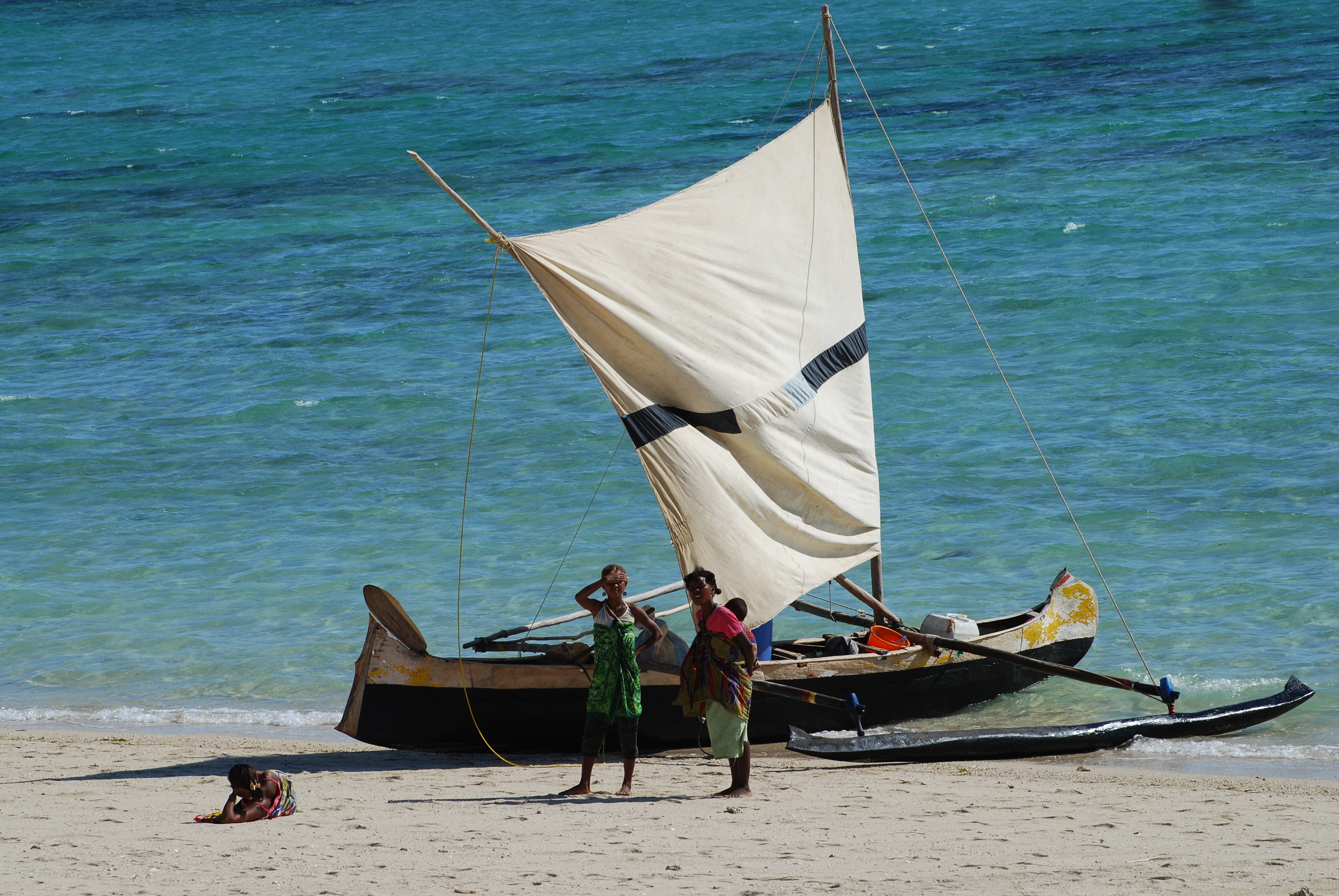
Pirog från Madagaskar med segel och utriggare

Pirog är en enklare typ av kanot. Piroger kan antas vara de allra första farkoster som människan byggt sig i historien. De enklaste består av bara en urgröpt stock, i Norden kallad ekstock eller äsping beroende på metod och material. Genom olika metoder involverande uppvärmning tillsammans med blötläggning, kan stocken spännas ut åt sidorna för att få en något rymligare, mindre rank farkost. Ännu litet mer avancerade kan ha en enkel planka på var sida monterad genom att sy med senor eller vidjor, sålunda höjande av fribordet en bordgång.
Olika kulturer har, sannolikt delvis varandra ovetande, utvecklat litet avvikande modeller. Folk som rör sig i öppen sjö, som i Polynesien, Indonesien och Madagaskar har vanligtvis piroger med segel och utriggare. Söderhavets öar torde ha koloniserats med enbart piroger som farkoster. I Donaudeltat och vid mynningen av Eufrat och Tigris har man kombinerat stockkonstruktionen med vass.
Ordet pirog härstammar från det franska pirogue, som igen torde ha sina rötter från ett spansk-kreolskt ord, piragua. Det skall inte förväxlas med homonymen pirog, "salt bakverk".